# 925 Alphonsina
925 Alphonsina è un asteroide della fascia principale del diametro medio di circa 54,34 km. Scoperto nel 1920, presenta un'orbita caratterizzata da un semiasse maggiore pari a 2,6999545 UA e da un'eccentricità di 0,0812012, inclinata di 21,06790° rispetto all'eclittica.
Il suo nome fa riferimento ad Alfonso XIII di Spagna e Alfonso X di Castiglia, due sovrani spagnoli.